# Ull compost

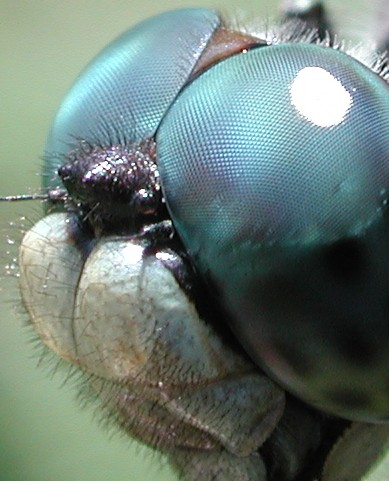
Ull compost d'un espiadimonis

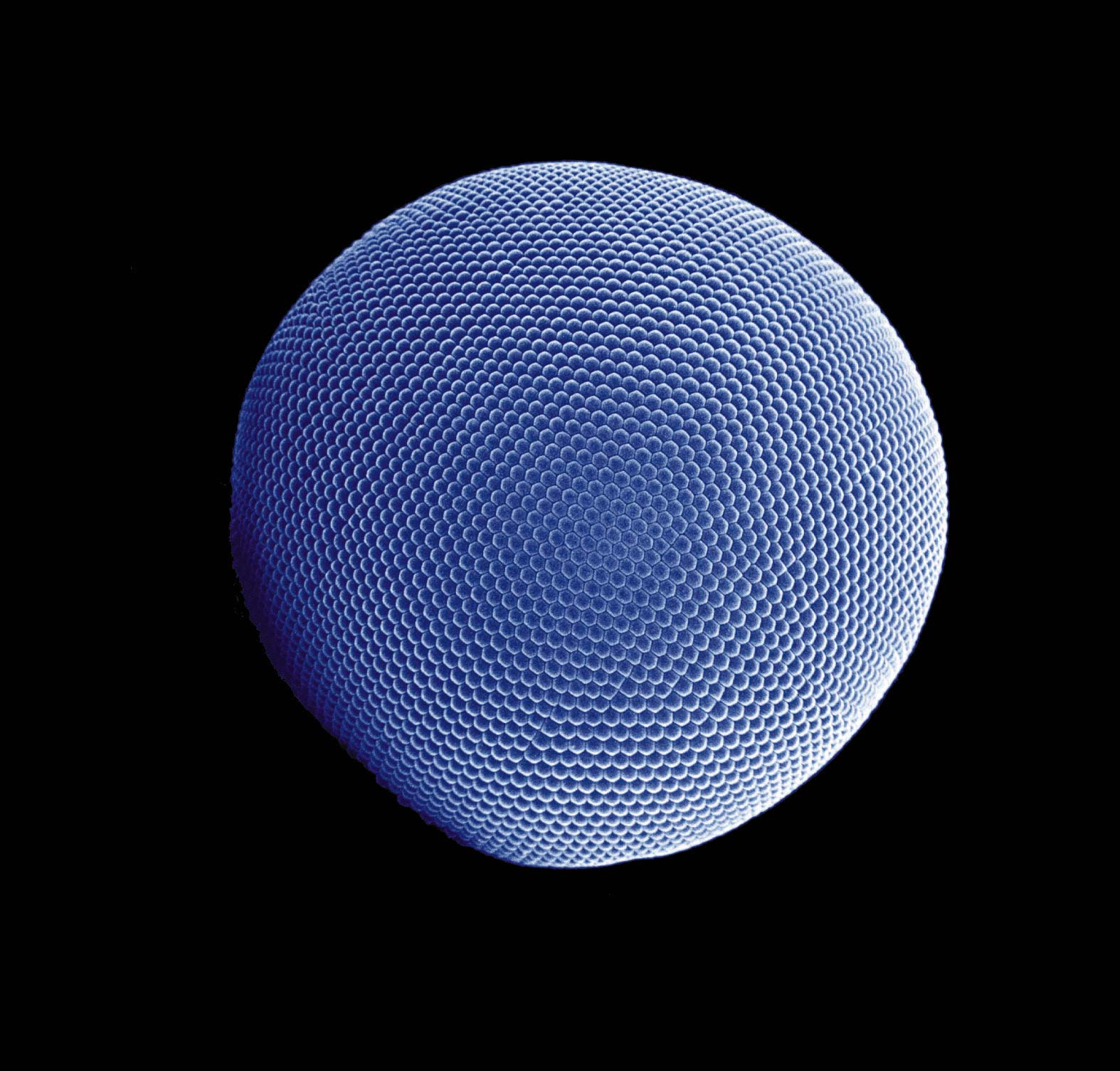
Ull compost de krill de l'Antàrtida vist en un microscopi electrònic

Un ull compost és un òrgan visual que es troba en certs artròpodes, com insectes i crustacis. Consisteix en l'agrupació d'entre 12 i 1.000 unitats receptives anomenades ommatidis. Els ommatidis són unitats sensorials formades per cèl·lules capaces de distingir entre la presència i la manca de llum i, en alguns casos, de reconèixer colors. La imatge que percep un artròpode és el conjunt de senyals dels múltiples ommatidis orientats en direccions diferents. Contràriament a altres tipus d'ull, no té una lent central o retina, de la qual cosa en resulta una baixa resolució d'imatge. Tanmateix, l'ull compost és capaç de detectar moviments ràpids, veu un ampli rang d'angle sòlid i, en alguns casos, percep la polarització de la llum.
Cada ommatidi consisteix en una lent i un rabdòmer, que està format per un grup de cèl·lules receptores visuals posades en paral·lel o lleugerament girades.
Hi ha dos tipus bàsics d'ulls compostos:
- L'ull d'aposició, que es pot dividir en dos grups. El típic ull d'aposició té una lent que enfoca la llum provinent d'una direcció sobre el rabdòmer, mentre que la llum provinent d'altres direccions s'absorbeix a les parets fosques de l'ommatidi. L'altre tipus d'ull d'aposició es troba als Strepsiptera, en els quals cada lent forma una imatge, i les imatges es combinen al cervell. Aquest ull s'anomena ull de superposició neuronal o ull esquizocroal compost.
- El segon tipus és l'ull de superposició. Es divideix en tres tipus: superposició refractant, superposició reflectora i superposició parabòlica. L'ull de superposició refractant té una obertura entre la lent i el rabdòmer i no té paret. Cada lent reflecteix la llum en un angle igual a l'angle en què la rep. El resultat és la formació de la imatge a la meitat del radi de l'ull, on hi ha situades les testes dels rabdòmers. Aquest tipus d'ull es troba normalment en insectes nocturns. En els ulls compostos de superposició parabòlica, que es troben en artròpodes com els efemeròpters, cada faceta de la superfície de l'ull conté una superfície parabòlica que rep la llum d'un reflector i l'enfoca sobre una matriu de sensors. Els crustacis de cos llarg, com gambes, llagostins i llagostes, són els únics que tenen ulls de superposició reflectant, que també disposen d'una obertura, però que en comptes de lents utilitzen díedres de miralls.

Hi ha algunes excepcions dels casos anteriors. Alguns insectes tenen el que s'anomena un ull compost de lent simple, que és un cas intermedi entre l'ull compost de superposició i l'ull de lent simple que es troba en els animals d'ulls simples.
El cos d'Ophiocoma wendtii, un tipus d'estrella de mar amb potes, està cobert d'ommatidis, cosa que converteix tota la seva pell en un ull compost.